# Lego The Powerpuff Girls
Lego The Powerpuff Girls er en produktlinje produceret af den danske legetøjskoncern LEGO fra 2018-2019, og er baseret på Cartoon Networks tv-serie Powerpuff Pigerne. Sættene blev solgt med licens fra Cartoon Network. Inden lanceringen af temaet blev der udgivet to sæt til Lego Dimensions-computerspillet i 2017.

## Sæt
- 41287 Bubbles Playground Showdown
- 41288 Mojo Jojo Strikes